# Kim Marques
Joaquim Farias Marques mais conhecido pelo nome artístico Kim Marques é um cantor e compositor de música popular brasileira. 
Nascido em Cametá no estado do Pará, Joaquim Farias Marques, hoje mais conhecido como Kim Marques, sempre teve afinidade com os palcos, essa paixão pela música é herança do avô, Tiago Marques, que era maestro e autor de diversas marchinhas de carnaval. 
Aos 14 anos, Kim compôs sua primeira canção e entrou no mundo da música apresentando-se ainda adolescente ao lado de bandas da sua cidade. Em 1991, mudou-se para Belém e começou a tocar em bares nos finais de semana, além de somar participações na escola de samba “Quem são eles” e no movimento evangélico  “Louvor Norte”.
O Primeiro CD da carreira foi lançado em 1996, intitulado de “A Dança do Brega”, com mais de 70 mil copias vendidas, tendo muita repercussão nas rádios do norte e nordeste do Brasil.
O Segundo foi em 1998, com o titulo de “O Laranja”, o álbum também teve uma grande aceitação do público. Neste CD várias faixas fizeram sucesso entre elas “Brega Carimbó”, uma mistura de ritmos como o próprio nome já diz.
O Terceiro CD da carreira de Kim foi lançado em 2000, intitulado de “Beija-flor”, a ideia principal do álbum foi valorizar a música folclórica regional e mostrar as diversas facetas do estado, explorava a sonorização do retumbão.
O Quarto CD de Kim foi lançado em 2002, intitulado de “Kim Marques e Banda”, com ritmos dançantes e românticos. O álbum fez sucesso com a música “Tempo pra Pensar“.
O Quinto CD do artista foi feito em parceria com a Banda Parakaliente, marcando o inicio de uma nova fase na carreira. Intitulado de “Kim Marques e Banda Parakaliente Ao Vivo”, o CD foi lançado em 2004, composto por músicas mais dançantes e por diversos estilos como: carimbó, cúmbia, calypso, zoouk e lambada.
O Sexto CD foi lançado em 2006, Intitulado de “Kim Marques e Banda Parakaliente, do coração da Amazônia para o Brasil”. O álbum teve músicas gravadas no estilo calypso e entre os sucessos estavam às músicas “Triste Dia” e “Cara de Pau”.
O Sétimo CD foi lançado em 2008, Intitulado de “Kim Marques e Banda Parakaliente, Caboclo da Amazônia”, com músicas gravadas em vários estilos. O CD fez muito sucesso, inclusive elogiado pela crítica local. Destacaram-se varias musicas como: Caboclo da Amazônia, MSN, Êxtase e Parakaliente.
Em 2009, Kim compartilhou com todo Brasil um pouco da cultura regional através do seu 1º DVD e também mostrou que a Amazônia não é rica somente de natureza, mas também de cultura e de artistas muito competentes. O DVD foi gravado no dia 07 de fevereiro de 2009. Kim conta que foi a realização de um sonho. O show foi composto por músicas de diversos estilos, como: lambada, carimbó e o calypso. Também não pode fica de fora o estilo romântico do cantor, um exemplo disso foi à música Beija-Flor, que conquistou o coração dos casais apaixonados. Kim também apresentou ao público varias canções inéditas nos mais diversos ritmos, além de varias participações especiais de vários artistas que fizeram e fazem parte da história do artista como: Banda Calypso, Banda Parakaliente (Kelly Paiva), Diogo, Edílson Moreno, Nelsinho Rodrigues e Alberto Moreno.
Em 2013 um novo trabalho surgiu, com uma nova roupagem dos bregas antigos e músicas dançantes também no estilo arrocha. O CD EP  foi intitulado de “Pra Sempre Apaixonado”.
O cantor paraense Kim marques é conhecido por ser um dos maiores e melhores compositores do Pará, com mais de 350 canções gravadas por artistas de renome, em 17 anos de carreira.
Kim é considerado um dos precursores do ritmo calypso, teve a carreira marcada por um flerte com estilos regionais. O artista sempre fez seus trabalhos mesclando o calypso, carimbó, brega, lambada entre outros estilos.
São 21 anos de trabalho e mais de 200 mil discos vendidos pelas regiões norte e nordeste, e compor sucessos de bandas como: Banda Calypso, Cia do Calypso, Amor Perfeito, Sayonara, Parakaliente, entre outras, e cantores como: Wanderley Andrade, Diogo, Alberto Moreno entre outros artistas. 

## Discografia
- (2002) Kim Marques
- (1998) Kim Marques
- (1996) Kim Marques